# Cuzance
 Cuzance  es una comuna y población de Francia, en la región de Mediodía-Pirineos, departamento de Lot, en el distrito de Gourdon y cantón de Martel.
Su población en el censo de 1999 era de 372 habitantes.
Está integrada en la Communauté de communes du Canton de Martel .

## Demografía
| 415 | 417 | 377 | 392 | 375 | 372 |
| Para los censos de 1962 a 1999 la población legal corresponde a la población sin duplicidades (Fuente: INSEE [Consultar]) |     |     |     |     |     |